# Langues au Brésil

Brésil.

Cet article fournit diverses informations sur les langues utilisées au Brésil.

## Portugais brésilien
Le portugais est la langue officielle du Brésil depuis la Constitution de 1988 (article 13). Même s'il existe 170 langues autochtones et une trentaine issues de l'immigration, le portugais reste quant à lui la langue parlée par la quasi-totalité des Brésiliens.
Le portugais brésilien, apporté par les colons du Portugal, est très proche de celui parlé au Portugal. Il en diffère par des mots, des expressions et des accents liés notamment au métissage culturel et aux particularités sud-américaines (climat, végétation, alimentation) du pays.
À la suite de plusieurs réformes, l'orthographe s'est différenciée, notamment avec la suppression de consonnes non sonores : par ex. electricidade (Portugal) s'écrit eletricidade (Brésil). Mais une nouvelle réforme est en cours pour la langue portugaise, cette réforme de l'orthographe s'applique au Brésil à partir du 1er janvier 2009, pour une période d'adaptation de quatre ans à l'issue de laquelle les nouvelles règles s'appliqueront entièrement. Les mêmes règles orthographiques s'appliqueront au Portugal, où la période de transition s'étalera sur six ans, et dans les 6 autres états où le portugais est la langue officielle : l'Angola, le Cap Vert, le Timor oriental, la Guinée-Bissau, le Mozambique, et Sao Tomé-et-Principe. Mais les différences entre le portugais européen et le portugais américain sont sensiblement les mêmes qu'entre celles séparant d'autres langues européennes (français, anglais, espagnol) de leurs correspondantes américaines.

## Espagnol
La plupart des pays frontaliers parlent espagnol, tout comme les parties frontalières du pays.
Son enseignement est obligatoire durant les 3 dernières années de lycée depuis une loi de 2005, à condition néanmoins que la communauté éducative valide cette disposition.
Tout comme le portugais est quasi-obligatoire dans les écoles des pays voisins, vu le poids démographique, géographique et économique du Brésil.
L'Uruguay a, par exemple, donné au portugais un statut égal à l'espagnol dans son système éducatif le long de la frontière nord avec le Brésil. Dans le reste du pays, il est enseigné comme une matière obligatoire à compter de la 6e.

## Français
La situation privilégiée qu'a connue le français dans les années 1980 est révolue.
L’État brésilien de l'Amapá a rendu en 1999 obligatoire l'enseignement du français dans les écoles publiques, à la suite d'une loi fédérale de 1998 obligeant les écoles publiques du pays à enseigner au moins une langue étrangère.
Le choix de l'Amapá pour le français s'explique par une volonté de rapprochement avec la Guyane française, limitrophe, voire d'une volonté de désenclavement, vu l'isolement pour des raisons géographiques de cet État par rapport au reste du Brésil. Un créole à grande base lexicale française est parlé en Amapá : le karipuna, ou louço-francés (ou luso-français, car ce créole comporte du vocabulaire lusophone). La ville d'Ouro Preto est membre de l'Association internationale des maires francophones.

## Allemand

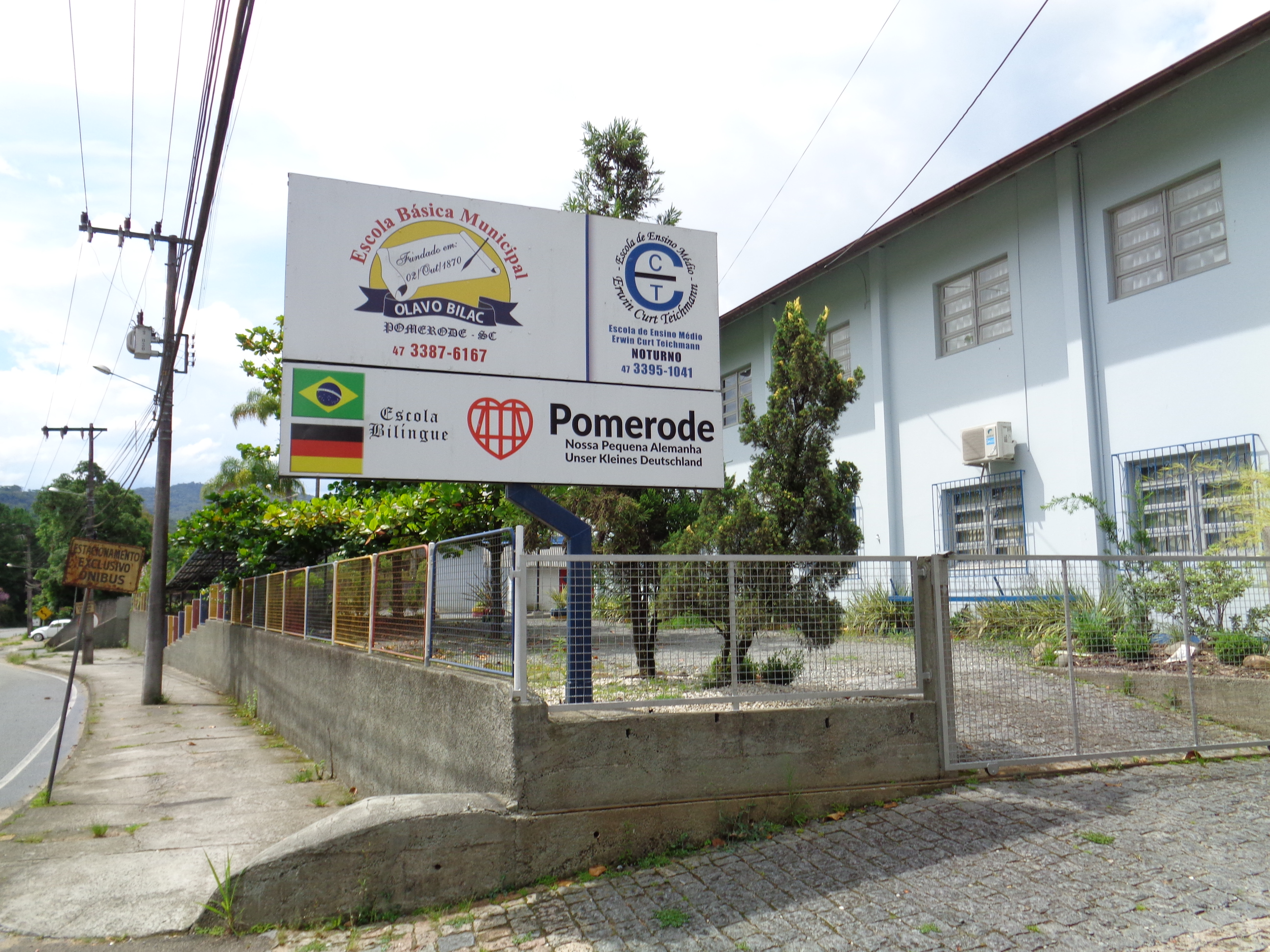
École qui enseigne en allemand à Pomerode.

Peter Rosenberg estimait à 500 000 le nombre des locuteurs de l'allemand standard et des patois allemands en 1950. En 1990, l'auteur estimait le nombre de locuteurs de l'allemand au Brésil à 3,6 millions, dans lesquels 1,4 million parlait des dialectes, comme le Hunsrückisch, le poméranien oriental, le westphalien, le souabien, le tyrolien, etc,.
L'Espírito Santo, depuis août 2011, inclut dans sa constitution le poméranien, avec l'allemand comme leur patrimoine culturel,,.

## Langues amérindiennes
Il y a plus de 270 langues indigènes au Brésil selon l'Institut brésilien de géographie et de statistiques (IGBE). Les troncs linguistiques avec le plus grand nombre de langues sont le tupi et le macro-jê. 
Plusieurs municipalités utilisent officiellement, en plus du portugais des langues amérindiennes, comme le nheengatu, le tucano et le baniwa de l'Içana à São Gabriel da Cachoeira, dans l'État d'Amazonas.

## Autres langues
D'autres municipalités, comme Santa Maria de Jetibá (Espírito Santo), Pomerode (Santa Catarina), Áurea (Rio Grande do Sul) ou encore Mallet (Paraná) ont officialisé aussi d'autres langues étrangères comme l'allemand, le talien, le polonais ou l'ukrainien. Les États de Santa Catarina et Rio Grande do Sul ont également le talien comme patrimoine linguistique officiel,.
L'arabe, le coréen, le japonais et le mandarin sont d'autres langues avec un nombre important de locuteurs, mais non officiellement reconnues.